# Itapuã do Oeste
Itapuã do Oeste est une municipalité brésilienne située dans l'État du Rondônia.